# Anselm Wütschert

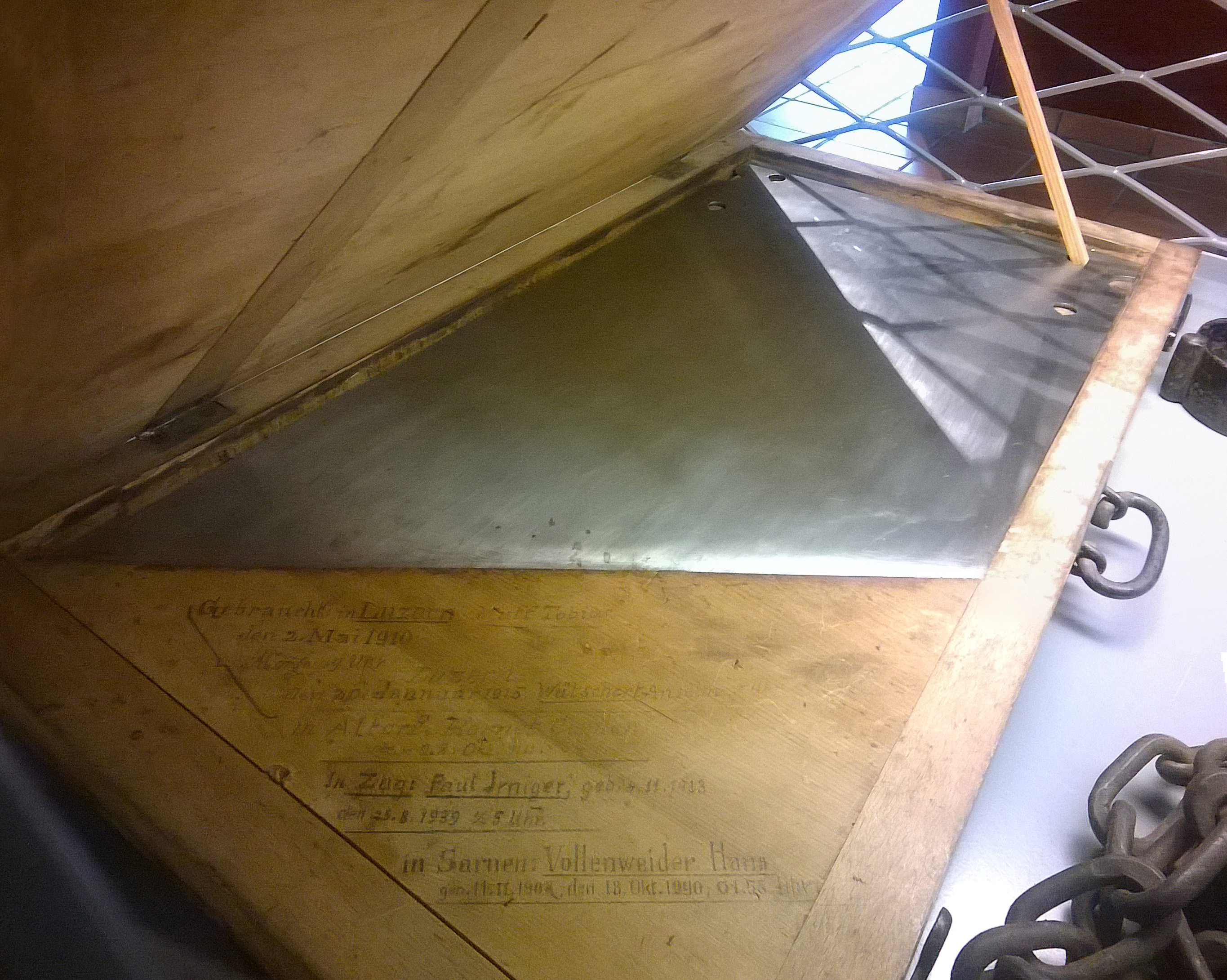
Das für Wütscherts Hinrichtung verwendete Fallbeil

Anselm Wütschert (* 11. Februar 1881 in Ruswil; † 20. Januar 1915 in Luzern, heimatberechtigt in Mauensee) war ein Schweizer Straftäter und der letzte im Kanton Luzern nach einem zivilen Strafprozess zum Tode verurteilte und hingerichtete Mensch.

## Leben
Wütschert war das jüngste von drei Kindern des Tagelöhners Franz Joseph Wütschert (1845–1909) und der Magd Maria Anna Emula Wütschert-Fischer (* 1856, † unbekannt). Der älteste Bruder Niklaus war geistig behindert, der zweitälteste Bruder Franz-Josef galt als intelligent und machte in Frankreich Karriere als Kaufmann. 1885 verliess der in einem Leumundszeugnis als „hartherzig, geizig und seinen Kindern gegenüber gefühllos“ beschriebene Ehemann die Familie, nachdem ihm seine Frau eröffnet hatte, dass er nicht der Vater von Franz-Josef war. Die Mutter schlug sich danach als Prostituierte durch, die Kinder mussten betteln gehen. Wütschert sah seine Mutter nach eigener Aussage zum letzten Mal im Alter von elf Jahren.

### Verdingbub
Mit neun Jahren wurde Wütschert als Verdingbub zu einem Bauern in Twerenegg bei Willisau gegeben, wo er mehrmals beim Stehlen ertappt wurde. Sein Lehrer beschrieb ihn als „faulen Buben, der allen möglichen Unfug trieb und nichts lernte“. Zwei Jahre später wurde er – immer noch als Verdingbub – zum Bauern Vinzenz Tschopp nach Mauensee gegeben. Tschopp sagte später aus, dass Wütschert auch bei ihm „gestohlen und gelogen“ habe und dass ihm körperliche Züchtigung offenbar egal war. Auch sein Lehrer in Mauensee sagte aus, dass Wütschert „ohne jedes Ehr- und Pflichtgefühl [war]. Bestrafungen machten ihm überhaupt nichts aus“.

### Hilfsknecht
Mit 13 Jahren verliess Wütschert die Schule und fand bei einem Bauern in Knutwil eine Anstellung als Hilfsknecht; hier beschrieb sein Arbeitgeber ihn nun als „untadelig, arbeitsam und fleissig“. Nach drei Jahren verliess Wütschert die Stelle wieder. Der nunmehr Sechzehnjährige wechselte in der Folge bis 1900 fünfmal Stelle und Wohnort. 1900 wurde er vom Hof gejagt, weil er bei sexuellen Handlungen mit einem Jungrind überrascht worden war. Er ging nach Erstein im Elsass und arbeitete dort für zwei Jahre als Hausknecht in einer Wirtschaft.

### Im Elsass
In Erstein begann Wütschert sich für Magie zu interessieren, kaufte sich entsprechende Bücher und ging in der Folge nach Strassburg, wo er sich als Schausteller und Wahrsager auf verschiedenen Jahrmärkten versuchte. Das damit verdiente Geld gab er für Bordellbesuche und beim Tanzen aus.
Mit 22 Jahren verliebte sich Wütschert in Montbéliard in eine junge Frau, die ihn jedoch schon nach wenigen Monaten wieder verliess, weil sie ihn beim Tanzen mit einer anderen gesehen hatte. Die Mutter seiner Freundin vermittelte ihn an ihre andere Tochter, die sich jedoch als Prostituierte erwies. Nach diesem Erlebnis hatte Wütschert nur noch mit Prostituierten Verkehr.

### Rückkehr in die Schweiz
Anfang 1910 kehrte Wütschert in die Schweiz zurück. Mit 29 Jahren wurde er zur Rekrutenprüfung aufgeboten, an der ihm ein „bedeutender Grad an geistiger Beschränktheit“ bescheinigt wurde. Wütschert wurde als Hilfsdiensttauglich ausgehoben.
Nach seiner Rückkehr war Wütschert bei 14 verschiedenen Landwirten jeweils für kurze Zeit als Knecht angestellt. Die Stellen verliess er meist nach kurzer Zeit und ohne Vorwarnung, obwohl seine Arbeitgeber ihn in den polizeilichen Befragungen später fast durchwegs als gutmütig und arbeitsam beschrieben. Allerdings waren seine häufigen Anekdoten zu seinen Erlebnissen in französischen Bordellen durchwegs unangenehm aufgefallen. Eine Bauernfamilie in Egolzwil, bei der Wütschert im März 1912 kurzzeitig angestellt war, meldete später der Polizei, dass er gerne Milch aus ungewaschenen Tassen trank, die ihre beiden Töchter benutzt hatten. Sie hatten ihn auch im Zimmer der Töchter ertappt, wie er sich an deren Unterwäsche befriedigte, und er hatte ausserdem Urin aus ihrem Nachthafen in eine Flasche gefüllt.
Neben seiner Arbeit als Knecht fertigte Wütschert aus farbigem Papier Blumen und Kränze, die er auf Jahrmärkten verkaufte. Sein Geld gab er am Wochenende bei Besuchen in Luzern aus, wo er sich beim Rollschuhfahren vergnügte und Frauen kennenzulernen versuchte, damit jedoch durchwegs erfolglos blieb. Was von seinem Geld danach noch übrig war, gab er auf dem Heimweg jeweils bei Trinkgelagen aus.
Seine anhaltenden Misserfolge beim anderen Geschlecht machten Wütschert zunehmend zu schaffen. Er spielte mit dem Gedanken, sich zu betrinken und dann aufzuhängen, sah jedoch davon ab, weil ihm der Todeskampf dabei zu lang erschien. In dieser Zeit reifte in ihm der Plan, eine Frau zu ermorden, um dann durch Enthauptung sterben zu können, weil das schneller ginge.

„Einmal kaufte ich mir (...) Schnaps, um mir im betrunkenen Zustand das Leben zu nehmen, aber ich fand den Mut nicht, mich aufzuhängen. Ich dachte, das Sterben geht damit e chli lang. Wenn ich jedoch eine Frau umbringen täte, würde man mir den Kopf abhauen, und das ginge gleitiger.“

### Leben im Wald
Im August 1913 verliess Wütschert seine letzte Arbeitsstelle beim Bauern Josef Hodel in Zell. Er hatte seinem Mitknecht Jakob Hiltbrunner Bargeld im Wert von 86 Schweizer Franken (nach heutigem Wert etwa 800 Franken) aus einem verschlossenen Koffer gestohlen, worauf dieser bei der Polizei Anzeige erstattete. Als Wütschert von dieser Anzeige erfuhr, verliess er den Hof fluchtartig und kampierte danach an wechselnden Orten im Wald. Er verübte während dieser Zeit Einbrüche auf verschiedenen Bauernhöfen und stahl dabei Lebensmittel, Vieh, Kleider und Decken.
Danach fand man des Öftern Spuren von Wütscherts Lagern im Wald; er selber wurde aber nur drei Mal von anderen Menschen gesehen: Am 2. September 1913 versuchte er in einem Wald in der Nähe von Hildisrieden eine alte Frau zu vergewaltigen, flüchtete jedoch, als diese ihm drohte, den Bannwart zu rufen. Am 11. Oktober 1913 hielt er in einem Wald bei Neudorf zwei Mädchen auf, liess diese jedoch nach einem kurzen Wortwechsel weitergehen. Am Morgen des 6. Februar 1914 schliesslich wurde Wütschert in Eich während eines Einbruchs im Hof Oberhundgellen vom Bauern überrascht, worauf er diesen mit einer Mistgabel niederstach und flüchtete. Alle vier Personen, die Wütschert in dieser Zeit begegneten, beschrieben ihn später der Polizei als „verkommene Gestalt mit langen Haaren, dreckigen Kleidern und wildem Vollbart“.

## Mord an Emilie Furrer
Am 16. Mai 1914 traf Wütschert im Hölzliwald bei Krumbach auf die 20-jährige Emilie Furrer. Diese befand sich wegen einer Lungenkrankheit zur Kur auf dem nahe gelegenen Hof ihres Onkels Xaver Furrer und verbrachte auf Anraten ihres Arztes viel Zeit im Wald, wo sie zum Zeitvertrieb Stickereien anfertigte. Wütschert wollte sie zum Geschlechtsverkehr zwingen. Als sie sich weigerte, schlug er sie nieder, schnitt ihr mit der Schere ihres Nähzeugs die Kehle durch, schnitt ihr dann die rechte Brust ab, verstümmelte ihre Genitalien und vollzog an der Leiche den Geschlechtsverkehr. Bei seiner Einvernahme beschrieb er den Tathergang später folgendermassen:

„Ich sagte dem Mädchen: Wenn du mich vögeln lässt, tue ich dir nichts. Es antwortete, diese Schlechtigkeit wolle es nicht tun, lieber würde es sterben und in den Himmel kommen. Als ich ihm sagte, dass ich es sonst töten werde, faltete es die Hände und betete ‚O Barmherzigkeit Gottes‘. Darauf schlug ich es von Sinnen und schnitt ihm mit der Schere aus ihrem Strickzeug die Gurgel auf. Weil ich wissen wollte, ob in ihrer Brust Milch ist, schnitt ich sie ab. Dann wollte ich den Geschlechtsverkehr ausführen, doch es ging nicht, weil es unten zu eng war. Da habe ich halt alles mit der Schere abgehauen, danach ging es. Ich habe sie getötet, damit man mir den Kopf abschneidet und ich nicht ins Zuchthaus komme. Das Leben ist mir schon lange verleidet.“

Als seine Nichte nicht wie verabredet aus dem Wald zurückkam, alarmierte Xaver Furrer gegen 21 Uhr die Polizei, die sofort eine Suchaktion einleitete. Am Morgen des nächsten Tages fand Furrers Knecht Johann Köchli schliesslich Emilie Furrers verstümmelte Leiche mit Moos und Tannenzweigen bedeckt in einer Blutlache.
Unweit des Tatorts wurde eine von Wütscherts Lagerstellen gefunden. Die Luzerner Kantonspolizei setzte eine Belohnung von 1000 Franken für die Ergreifung des Täters aus und stellte selbst eine Hundertschaft von Polizisten. An der Suche beteiligten sich daneben auch diverse Privatpersonen. Wütschert konnte nach zehn Tagen in einem Wald bei Wetzwil vom Landjäger Robert Häfliger aufgespürt und verhaftet werden. Er trug einen Teil der Unterhose seines Opfers um den Hals; zudem fand man in seinen Taschen Emilie Furrers Strümpfe und ihre abgeschnittenen äusseren Genitalien. Wütschert wurde ins Gefängnis nach Sursee überführt, wo er den Mord ohne weiteres gestand.

## Prozess und Hinrichtung

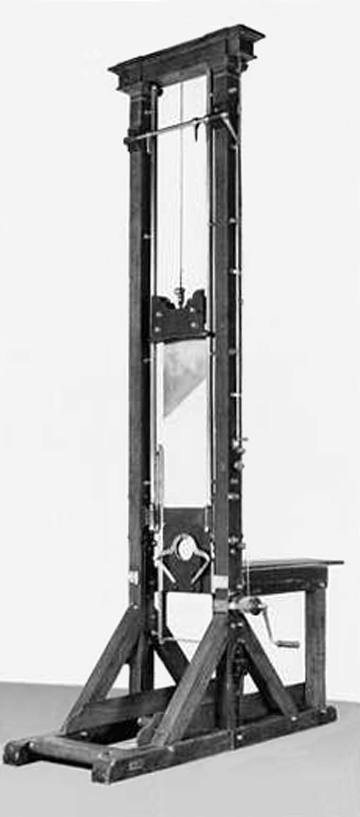
Die Guillotine von Luzern, auf der Wütschert hingerichtet wurde.

Wütschert wurde vor das Luzerner Kriminalgericht gestellt. Im August befragten die Amtsärzte Schütz und Karl Beck aus Sursee ihn im Auftrag des Gerichts, um seine Zurechnungsfähigkeit festzustellen. Sie kamen in ihrem Gutachten zum Schluss, dass Wütschert zwar geistig zurückgeblieben, aber voll schuldfähig war:

„[Wütscherts] Körper und die abnorme Schädelbildung entspricht der schwachen geistigen Entwicklung. (...) Jedoch ist der Mord an Emilie Furrer psychologisch nicht auf die Verrücktheit, sondern auf die unsägliche Verkommenheit des Täters zurück zu führen. Sein Drang, hingerichtet zu werden, ist Ausdruck von Abspannung und Reaktion nach sexuellen Aufregungen und Exzessen. (...) [Er hat] von seinen Eltern keine Geisteskrankheit geerbt, wohl aber die Disposition zu schlechten Charaktereigenschaften, die zweifellos durch die mütterliche Erziehung, den Bettel und die tiefe Armut eine bedenkliche Entwicklung erfuhren. (...) Seine Tat stellt das Endglied einer langen Kette sexueller masturbatorischer Exzesse dar. (...) Das Bordell-Leben in Frankreich hat das seine getan, um sein sexuelles Bedürfnis weiter zu steigern.
(...) Seine Geistestätigkeit klebt am sinnlich Wahrgenommenen und er weist einen gewissen Grad an Schwachsinn auf, wovon seine intensive Beschäftigung mit abergläubischen Dingen und seine kindische Naivität zeugen. Dass der zutage tretende Schwachsinn aber nicht hochgradig ist, geht aus Wütscherts lebhafter Fantasietätigkeit hervor, die ihren Ausdruck beim Rollschuhfahren und der Herstellung komplizierter Papierblumen fand.
(...) Von einer Tat im Affekt kann keine Rede sein. Die Verstümmelung des Opfers ist der Ausfluss von Wütscherts unsäglicher Verrohung; wäre sie eine Folge von Idiotie, könnte er die Gründe dafür nicht in so schreckend zynischer Weise angeben. Er hat die Brust Emilie Furrers aus Neugierde abgehauen und ihre Geschlechtsteile zum Zwecke, um durch ihren Anblick und ihre Berührung, wie früher mit den Weiberkleidern und gebrauchten Tassen, sexuelle Wollustgefühle hervorzurufen. Sein Gebaren ist nicht Ausdruck von Krankheit, sondern von Verkommenheit. Es muss deshalb mit Bestimmtheit erklärt werden, dass Wütschert das Verbrechen an Fräulein Furrer nicht im Zustande aufgehobener oder wesentlich gestörter oder geminderter Vernunfttätigkeit begangen hat.“

Den Antrag von Wütscherts Verteidiger, seinen Mandaten vom renommierten Zürcher Psychiater Eugen Bleuler untersuchen zu lassen, lehnte das Gericht ab.
Am 7. November 1914 wurde Wütschert vom Luzerner Kriminalgericht für den Mord an Emilie Furrer zum Tod durch die Guillotine verurteilt. Trotz seiner vorherigen Aussagen, wonach dies seine Absicht gewesen sei, reichte er beim Grossen Rat des Kantons Luzern ein Gnadengesuch ein. Dieses wurde am 19. Januar 1915 debattiert, wobei insbesondere die Frage nach Wütscherts Schuldfähigkeit kontrovers diskutiert wurde.

„Entweder besteht bei einem Mörder ein moralisches Irresein, oder es besteht nicht. Besteht es nicht, so muss laut Gesetz die Todesstrafe ausgesprochen werden; besteht es, so muss die Todesstrafe verhängt werden zum Schutze der bürgerlichen Gesellschaft.“

Schliesslich lehnten die Grossräte das Gesuch in geheimer Abstimmung mit 32 zu 103 Stimmen ab. Wütschert wurde am Tag darauf um neun Uhr morgens im Schuppen der Strafanstalt Luzern von Scharfrichter Theodor Mengis auf der Guillotine von Luzern hingerichtet. Es war die letzte Hinrichtung im Kanton Luzern und die viertletzte zivile Hinrichtung in der Schweiz.